# Раменье (Любимский район)
Раменье — деревня в Любимском районе Ярославской области.
С точки зрения административно-территориального устройства относится к Осецкому сельскому округу. С точки зрения муниципального устройства входит в состав Осецкого сельского поселения.

## География
Расположена в 14 км на север от центра поселения деревни Рузбугино и в 30 км на юг от райцентра города Любим.

## История
В конце XIX — начале XX века деревня входила в состав Осецкой волости, позже являлась центром Раменской волости Любимского уезда Ярославской губернии.
С 1929 года деревня входила в состав Панюшинского сельсовета Любимского района, с 1954 года — в составе Лисинского сельсовета, с 1957 года — в составе Филипповского сельсовета, с 2005 года — в составе Осецкого сельского поселения.

## Население
| 1859 | 2002 | 2007 | 2010 |
| ---- | ---- | ---- | ---- |
| 73   | ↘0   | →0   | ↗1   |